# ことこと。 〜子と孤島〜
『ことこと。 〜子と孤島〜』（ことこと ことことう）は、竹林月の漫画作品。『月刊少年ブラッド』（ソフトバンククリエイティブ）2006年7月号から11月号まで連載されたが、同誌の休刊に伴い2007年1月よりウェブコミック誌『FlexComixブラッド』に移行。2008年6月18日更新まで連載された。全21話。

## ストーリー
東京から船で25時間の小笠原諸島からさらに東へ5時間の太平洋上にある絶海の孤島・琴古島（ことこじま）。
島内に1校で全生徒数5名の学校へ赴任して来た新任の教師・渚青子は、東京とはまるで別世界のような島の生活に戸惑いながらも、持ち前の明るさで生徒や島民たちの間に融け込んで行く。

## 登場人物
渚 青子（なぎさ あおこ）
東京から琴古島の学校へ赴任して来た新任の教師。性格は明るくとても豪快。桜坂家に居候している。
水泳が得意で、始めたのも「イルカと一緒に泳ぎたい」との夢から。元インターハイ優勝者で、日本代表選考に残ったこともあるほどの実力を持つが、日本代表選考は辞退した。辞退した理由については、第13話までの段階では明らかにはなっていない（第3話において、一極に辞退の理由について問われた際、「いや…それはいいじゃない…」と回答している）。島民からカエルのあだ名で呼ばれるのを嫌がっていたが、後に開き直る。
桜坂 一極（さくらざか かずき）
小学5年生。琴古島到着時に船酔いでダウン状態であった青子にナマコをぶつけて手荒い歓迎をするが、その青子が自分の家に居候することを知って驚く。生意気盛りだが、根っからの悪ガキではない。
野口 美月（のぐち みつき）
小学6年生。クラスの最年長でリーダー格。猫のサスケを飼っている。
木下 葉・樹（きのした よう・いつき）
小学3年生の双子。2人とも男の子に見えるが、樹は女の子。家は島内で唯一の雑貨店を営んでいる。
雛山 姫（ひなやま ひめ）
小学1年生。上がり症気味で、人前で上手く喋れない。青子の泳ぎを「カエル」と表現したため、周りの子供らが青子のことをそう呼ぶようになった。
黛 忍（まゆずみ しのぶ）
学校の保健医。
鮫島・ステファン・ティテュロジニー・茂愛（さめじま ステファン ティテュロジニー もあい）
校長。子供たちがジャングルに秘密基地を作るのを手伝うなど面倒見が良い。
南 志穂（みなみ しほ）
島内で唯一の喫茶店「南」のウェイトレス。カメラマン志望で、月刊のローカル紙「琴古新聞」の写真撮影を担当している。

## 単行本
フレックスコミックス発行・ソフトバンククリエイティブ発売。
1. 2007年1月25日初版 ISBN 9784797339376
2. 2007年8月25日初版 ISBN 9784797343519
3. 2008年1月25日初版 ISBN 9784797346053
4. 2008年8月25日初版 ISBN 9784797349634